# كرايغ مالكوم
كرايغ مالكوم (بالإنجليزية: Craig Malcolm)‏ (30 ديسمبر 1986 في المملكة المتحدة - ) هو لاعب كرة قدم بريطاني في مركز الهجوم. لعب مع ريث روفرز ونادي سترنرير ‏ وArthurlie F.C. ‏ ونادي آير يونايتد.

## وصلات خارجية
- كرايغ مالكوم على موقع قاعدة بيانات كرة القدم.إي يو (الإنجليزية)
- كرايغ مالكوم على موقع Soccerbase.com (لاعب) (الإنجليزية)